# 240 Centre Street
240 Centre Street, anciennement les quartiers généraux de la police de New York (New York City Police Headquarters), est un bâtiment situé sur Centre Street entre les rues Broome et Grand dans le quartier de NoLIta, à Manhattan. Il est construit de 1905 à 1909 d'après les plans de l'entreprise Hoppin & Koen. Il accueille les quartiers généraux du New York City Police Department de 1909 à 1973, avant d'être reconverti en copropriété de luxe en 1988 par la firme Ehrenkranz Group & Eckstut. Le bâtiment est désormais connu sous le nom de Police Building Apartments,,,.
Le bâtiment du 240 Centre Street remplace un autre édifice situé sur Mulberry Street, où Theodore Roosevelt a servi comme Commissaire de police de New York (en). Après l'incorporation des cinq arrondissements dans la Ville du Grand New York (en) en 1898, le département de police est agrandi et a besoin de nouveaux quartiers généraux.
Le bâtiment du 240 Centre Street est nommé Monument de New York en 1978 et inscrit au Registre national des lieux historiques en 1980.

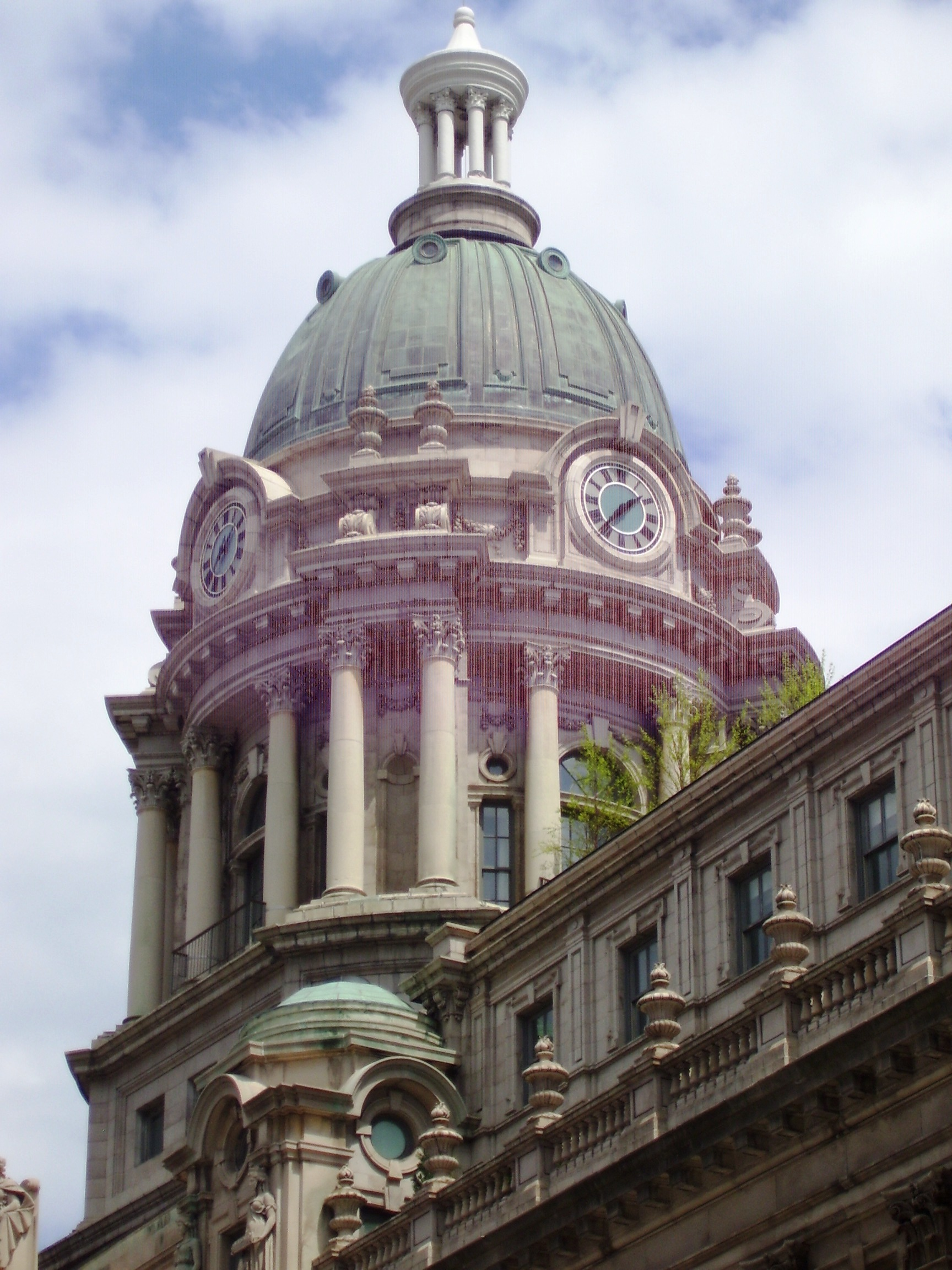
Le dôme
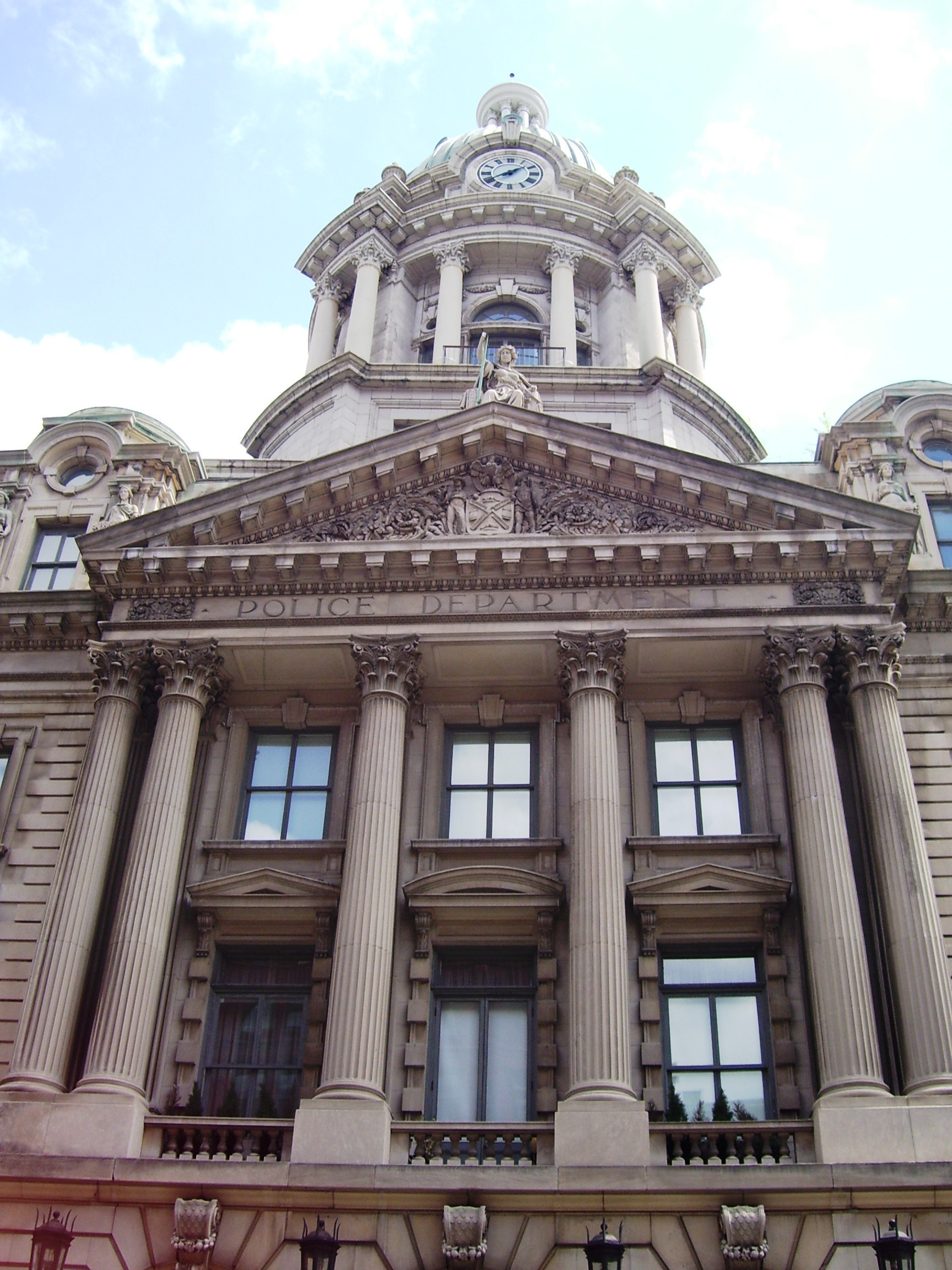
Le fronton et les colonnes de l'entrée
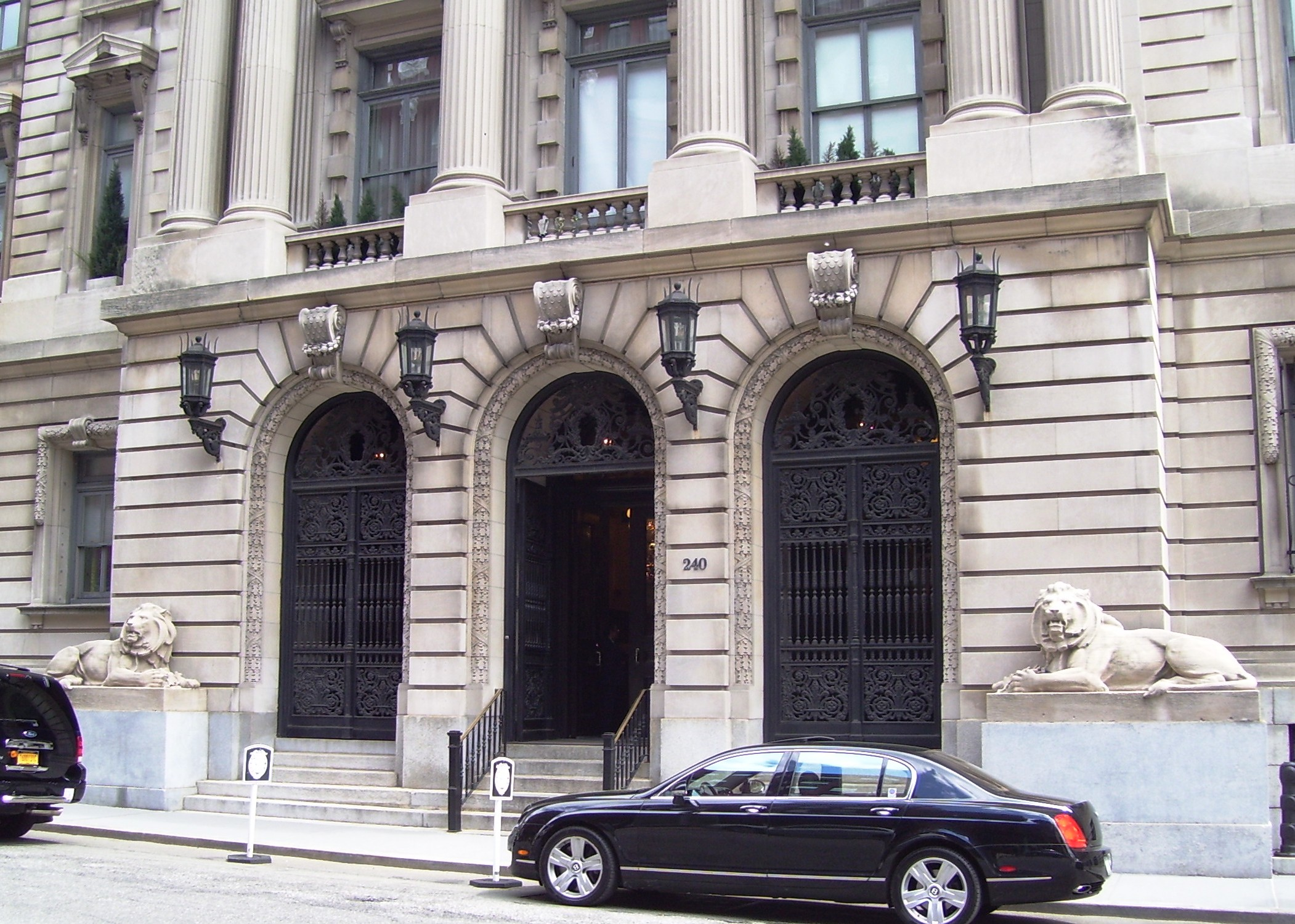
L'entrée
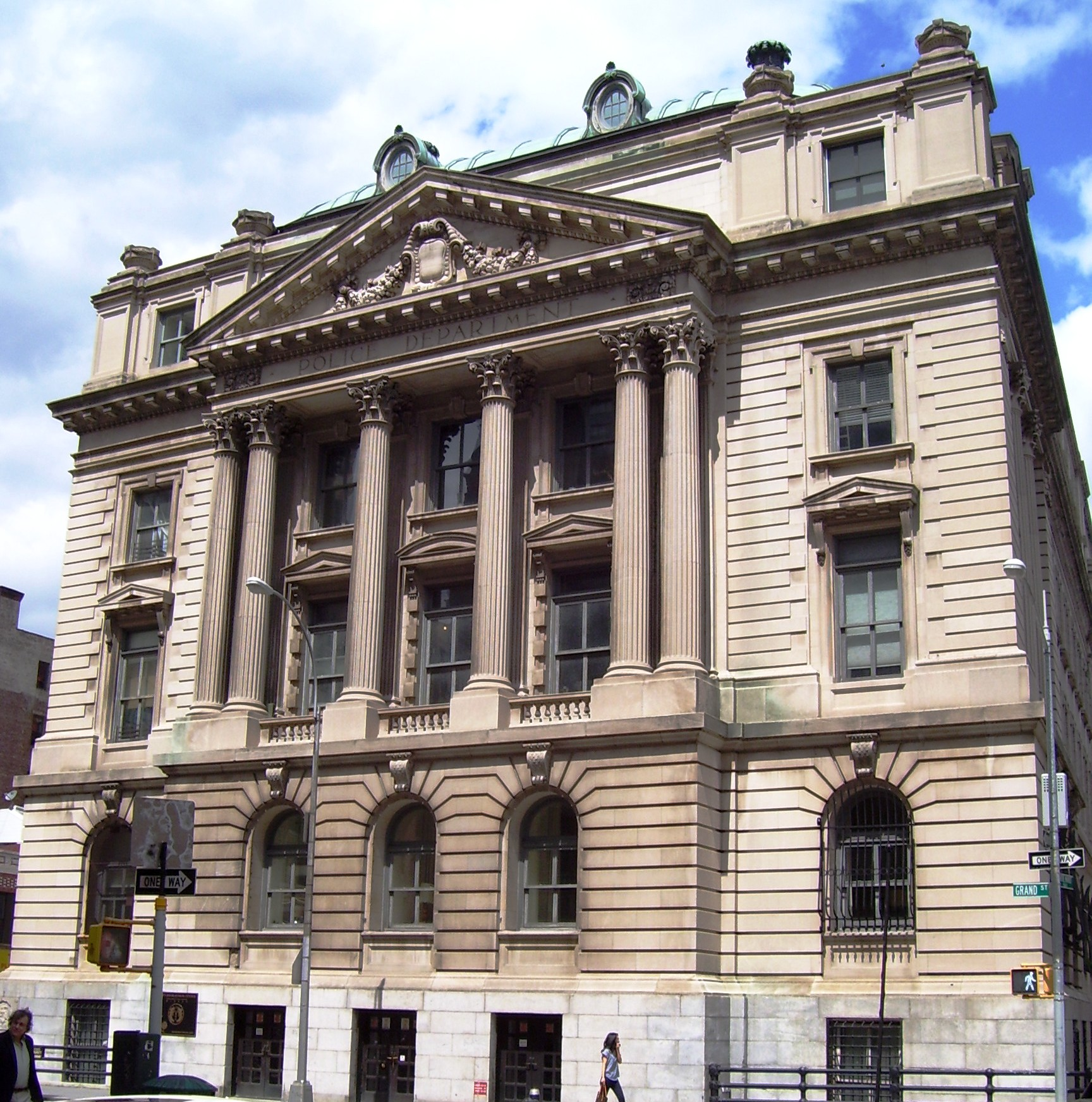
La façade sud

Le siège du NYPD se trouve désormais au 1 Police Plaza, à environ 1,6 km plus au sud.